# Вооружённые силы США
Вооружённые силы Соединённых Штатов Америки (ВС США) (англ. United States Armed Forces, U.S. Armed Forces) — военная организация Соединённых Штатов Америки, совокупность видов вооружённых сил, предназначенная для защиты свободы, независимости и территориальной целостности США как государства, а также для защиты интересов страны за её пределами. Верховным главнокомандующим вооружённых сил США является Президент США. Он же определяет военную политику совместно с министерством обороны США и министерством внутренней безопасности США — федеральными органами исполнительной власти, ответственными за проведение в жизнь такой политики. С 1973 г., после отмены воинской повинности, формируются исключительно на добровольной контрактной профессиональной основе.
Регулярные вооружённые силы были созданы в США в 1775 году по решению второго континентального конгресса для ведения войны за независимость. В дальнейшем они сыграли решающую роль в формировании чувства национальной идентичности американского народа и его единства, одержав победу в Триполитанской войне 1801—1805 годов и Американо-Алжирской войне 1815 года. Также они определили победный исход гражданской войны, не допустив тем самым выхода Конфедерации из состава государства. Современный облик вооружённых сил США определяется законом о национальной безопасности, принятым в 1947 году, вскоре после завершения Второй мировой войны. Согласно этому закону, были созданы национальное военное учреждение во главе с министром обороны, военно-воздушные силы и совет национальной безопасности. В 1949 году национальное военное учреждение было переименовано в министерство обороны, а в его структуру были включены прежде независимые: министерство армии, министерство ВМФ и министерство ВВС. Такая организационная схема с небольшими изменениями существует по сей день.
Вооружённые силы США состоят из шести равных родов войск — сухопутные войска (армия), космические силы, военно-воздушные силы, военно-морские силы, береговая охрана и корпус морской пехоты. Войска США находятся более чем в ста государствах мира (около 800 военных баз), наибольшее количество военнослужащих базируется в Японии, Южной Корее, Германии, Катаре и Объединённых Арабских Эмиратах, защищая государственные интересы. Все виды вооружённых сил США вместе с офицерским корпусом службы общественного здравоохранения США и офицерским корпусом национального управления океанических и атмосферных исследований США образуют 8 федеральных служб, представители которых имеют право на ношение униформы.
Вооружённые силы США признаны одними из крупнейших в мире по численности личного состава и персонала, являясь крупным работодателем страны, имея в своей основе контрактную армию, состоящую из специально отобранных и хорошооплачиваемых добровольцев. Сохраняется и призыв, но фактически призывная система не функционирует с 1973 года, с момента вывода американских войск из Вьетнама. По закону же все взрослые мужчины — граждане США в возрасте 18—25 лет до сих пор обязаны вставать на воинский учёт и теоретически могут быть призваны на действительную военную службу в случае, как правило, полномасштабной войны против США.
По состоянию на начало 2023 года, по версии Global Firepower, вооружённые силы США считаются самыми боеспособными на планете, занимая первое место в рейтинге сильнейших армий мира, обладая при этом уникальной возможностью проецировать свою мощь на глобальном уровне. ВНП США — крупнейший в мире. Военные расходы США в 2018 году составили 36 % от общемировых, в 2019 году они насчитывали 693 млрд долларов США. ВВС США являются самыми крупными в мире по количеству летательных аппаратов, а ВМФ США — наибольшим в мире по общему тоннажу судов. Военнослужащие США не являются государственными служащими.

## Состав и численность
В соответствии с разделом 10 Кодекса Соединённых Штатов Америки под термином «вооружённые силы» понимаются сухопутные войска, военно-воздушные силы, военно-морские силы и береговая охрана.
- Армия США (основана 14 июня 1775 года);
- Военно-морские силы США (основаны 13 октября 1775 года);
- Морская пехота США (основана 10 ноября 1775 года);
- Военно-воздушные силы США (основаны 18 сентября 1947 года);
- Космические силы США (основаны 20 декабря 2019 года);
- Береговая охрана США (основана 4 августа 1790 года).

Первые пять видов вооружённых сил подчиняются министерству обороны. Береговая охрана в мирное время подчиняется министерству внутренней безопасности, а на военное время переходит в подчинение министерству обороны.
Вооружённые силы состоят из регулярного и резервного компонентов.
Резервные компоненты включают резервы всех видов вооружённых сил, а также сухопутные войска и ВВС национальной гвардии. Национальная гвардия США, военнослужащие которой совмещают боевую подготовку с работой по основной специальности, представляет собой так называемый организованный резерв, а неорганизованный (индивидуальный) резерв состоит из лиц, имеющих достаточную военную выучку, которые сравнительно недавно закончили службу в войсках и не нуждаются в дополнительной подготовке.
Численность регулярных вооружённых сил составляет более 1.3 млн чел. военнослужащих и 684 тыс. чел. гражданского персонала. Численность резервных компонентов — 850 880 чел.
Резервные компоненты постоянно привлекаются к действительной службе. Численность призванных резервистов еженедельно объявляется министерством обороны. По состоянию на 27 октября 2009 г. эта численность составляла 136 707 чел.
Министерство обороны также периодически публикует данные об общем количестве военнослужащих находящихся на действительной службе. На сентябрь 2009 года это количество составляло 1 462 170 чел., в том числе в сухопутных войсках — 553 044 чел., в ВВС — 329 304 чел., в ВМС — 333 408 чел., в морской пехоте — 202 786 чел., в береговой охране — 43 628 чел.

### Силы специальных операций
Армия США 
- 1-й оперативный отряд Специального Назначения «Дельта» (Delta Force)
- Силы специального назначения Армии США (Зелёные Береты)
- 75-й полк рейнджеров (Рейнджеры)
- Армейская авиация специальных операций (командование)

Военно-морские силы США 
- Силы специальных операций ВМС США (Морские Котики)

Военно-воздушные силы США
- 24th Special Tactics Squadron
- United States Air Force Pararescue

Корпус морской пехоты США 
- Полк специальных операций корпуса морской пехоты (Marine Special Operations Regiment)
- United States Marine Corps Force Reconnaissance

## Пункты дислокации
Виды вооружённых сил США в силу особенностей исторического развития имеют различные типы пунктов дислокации, которые устроены и называются по-разному:
- Армия: форт (Fort) и гарнизон (Garrison);
- ВМС: военно-морская база (Naval Base) и станция (Naval Station);
- ВВС: авиабаза (Air Force Base) и лётное поле (Air Field);
- Космические силы: комплекс (Complex), база космических сил (Space Force Base) и станция (Space Force Station);
- Корпус морской пехоты: лагерь (Camp);
- Береговая охрана: станция (Station);
- Национальная гвардия: база (Base);
- Общевойсковые: объединённая база (Joint Base).

## Командование
Главнокомандующим вооружёнными силами, согласно Конституции, является президент США (c 20 января 2025 года — Дональд Трамп). Он определяет основные направления развития вооружённых сил и осуществляет оперативное (через министра обороны и командующих объединёнными и специальными командованиями вооружённых сил) и административное руководство ими (через министра обороны и министров (секретарей) видов вооружённых сил).
Совет национальной безопасности является совещательным органом при президенте. Он осуществляет обсуждение вопросов национальной безопасности и внешней политики.
Министр обороны (Пит Хегсет) является главным советником президента по вопросам оборонной политики, отвечает за формулирование политики по общим вопросам обороны и по всем другим вопросам, имеющим непосредственное отношение к министерству обороны, а также за реализацию принятой политики. Министр обороны осуществляет непосредственное руководство министерством обороны и вооружёнными силами. Министр обороны является членом совета национальной безопасности.
Министерство обороны включает офис министра обороны, объединённый комитет начальников штабов, объединённый штаб, оборонные агентства, министерства (департаменты) Сухопутных войск, ВВС и ВМС, объединённые и специальные командования и другие подразделения.
Объединённый комитет начальников штабов (ОКНШ) состоит из председателя, первого заместителя, начальника штаба армии, начальника штаба ВВС, руководителя военно-морскими операциями ВМС, коменданта морской пехоты. Председатель ОКНШ является главным военным советником президента, министра обороны и совета национальной безопасности. Это высшая воинская должность в вооружённых силах США. ОКНШ является консультативным органом и не обладает полномочиями по управлению войсками. Он осуществляет разработку стратегических и мобилизационных планов, программ строительства вооружённых сил, создания вооружений и военно-политического сотрудничества. При ОКНШ действует объединённый штаб, состоящий из офицеров всех видов вооружённых сил, который помогает председателю и членам ОКНШ в выполнении их функций.

## Объединённые боевые командования вооружённых сил

Зоны ответственности территориальных объединённых командований (декабрь 2008 года)

В оперативном отношении Вооружённые силы США подразделяются на объединённые командования, которые представляют собой объединения нескольких видов вооружённых сил, предназначенные для выполнения задач в определённом регионе или для выполнения специфических задач по всей Земле.
Командующие объединёнными командованиями подчиняются непосредственно министру обороны, а через него — президенту.
В вооружённых силах США имеется 10 командований:
- Европейское командование (U.S. European Command, USEUCOM), сформировано в 1952 г. Зона ответственности — страны Европы, Турция, страны бывшего СССР за исключением Средней Азии, прилегающие акватории Атлантического и Северного Ледовитого океана. Штаб — г. Штутгарт (пригород Вайхинген), Германия.
- Тихоокеанское командование (U.S. Pacific Command, USPACOM), сформировано в 1947 г. Зона ответственности — Япония, Индия и другие государства Восточной и Южной Азии, Австралия, Океания, Антарктида, Тихий океан (за исключением прилегающих к Северной и Южной Америке территорий), восточная часть Индийского океана. Штаб — г. Гонолулу, Гавайи.
- Северное командование (U.S. Northern Command, USNORTHCOM), сформировано в 2002 г., зона ответственности — континентальная часть США, Канада, Мексика, Белиз, Куба, прилегающие акватории Атлантического, Тихого и Северного Ледовитого океана. Аляска является совместной зоной ответственности с ОК ВС США в зоне Тихого океана, а Гренландия — с ОК ВС США в Европейской зоне. Штаб — авиабаза Петерсон, Колорадо-Спрингс, Колорадо.
- Южное командование (U.S. Southern Command, USSOUTHCOM[англ.]) сформировано в 1947 г. как ОК ВС США в Карибской зоне ([[Caribbean Command), в 1963 г. присвоено существующее название. Зона ответственности — страны Центральной и Южной Америки, не входящие в зону ответственности ОК ВС США в зоне Северной Америки, прилегающие акватории Атлантического, Тихого океана. Штаб — г. Майами, Флорида.
- Центральное командование (U.S. Central Command, USCENTCOM) сформировано в 1983 г. Зона ответственности — Ближний Восток, Аравийский полуостров, Египет, Иран, Пакистан, Афганистан, Средняя Азия, прилегающая акватория Индийского океана. Штаб — авиабаза МакДилл, г. Тампа, Флорида.
- Африканское командование (U.S. Africa Command, USAFRICOM) сформировано в 2007 г. Зона ответственности — страны Африки, за исключением Египта, прилегающие акватории Атлантического и Индийского океана. Штаб — г. Штутгарт, Германия.
- Стратегическое командование (U.S. Strategic Command, USSTRATCOM) сформировано в 1992 г. Объединяет стратегические ядерные силы, силы ПРО и космические силы. Штаб — авиабаза Оффатт, г. Омаха, Небраска.
- Командование специальных операций (U.S. Special Operation Command, USSOCOM) сформировано в 1987 г. Объединяет силы специальных операций различных видов вооружённых сил. Штаб — авиабаза МакДилл, г. Тампа, Флорида.
- Транспортное командование (U.S. Transportaion Command, USTRANSCOM) сформировано в 1987 г. Объединяет силы, обеспечивающие стратегические перевозки войск и грузов (военно-транспортную авиацию, транспортные суда и необходимую для обеспечения перевозок инфраструктуру). Штаб — авиабаза Скотт, Иллинойс.
- Киберкомандование (U.S. Cyber Command, USCYBERCOM) сформировано в 2009 г. 18 августа 2017 года командование стало независимым[18].

## Военный бюджет

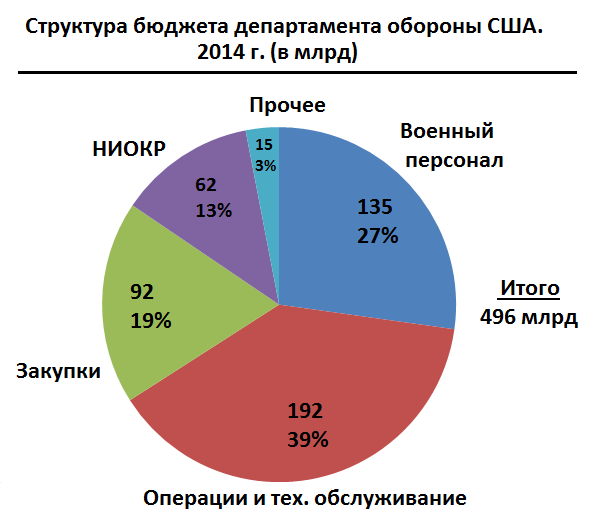
Структура оборонного бюджета США

Бюджет министерства обороны на 2009 финансовый год составляет 515,44 млрд долл., в том числе:
- на личный состав — 125,247 млрд долл.
- на повседневную деятельность — 179,788 млрд долл.
- на закупку вооружения, военной техники и материальных средств — 104,216 млрд долл.
- на научно-исследовательские и опытно-конструкторские работы — 79,616 млрд долл.
- на строительство военных объектов — 21,197 млрд долл.
- на обеспечение жильём — 3,203 млрд долл.
- резервные фонды — 2,173 млрд долл.

Кроме того, на проведение военных операций в Ираке и Афганистане было первоначально выделено 65,9 млрд долл., а в апреле 2009 г. запрошены дополнительно 79,2 млрд долл.
По оценкам 2010 года содержание одного американского солдата в районе боевых действий обходилось в $ 500 тысяч в год.
Максимальный военный бюджет был в 2010 году и он составил 713 млрд долларов. В последующие годы он систематически сокращался и в 2015 году составил 502 млрд долларов.
В марте 2017 года Дональд Трамп заявил о своём намерении увеличить расходы государства на оборону на $ 54 млрд. Дополнительные средства планируется изъять из других, менее приоритетных программ. В основном сокращение бюджета, рассчитанное на покрытие 10 %-го увеличения расходов на оборону, коснётся помощи иностранным государствам.

## Система комплектования, обучения и продвижения по службе
Комплектование вооружённых сил осуществляется на добровольной основе. На службу принимаются граждане США, граждане других государств, постоянно проживающие в США, имеющие хотя бы среднее образование. При этом граждане других государств, постоянно проживающие в США, в случае службы в армии могут получить гражданство США не через 5 лет, как обычно, а через 6 месяцев.
Минимальный возраст кандидата — 18 лет (17 лет при согласии родителей). Максимальный возраст приёма на службу зависит от вида вооружённых сил и принадлежности к регулярным силам или резервным компонентам (регулярные ВВС, регулярная береговая охрана — 27 лет, регулярная морская пехота, резерв морской пехоты — 28 лет, резерв ВВС, ВВС национальной гвардии, регулярные ВМС — 34 года, резерв сухопутных войск, резерв ВМС, резерв береговой охраны — 39 лет, регулярные сухопутные войска, сухопутные войска национальной гвардии — 42 года).
Срок контракта — от 4 до 8 лет.
Все военнослужащие (как регулярных сил, так и резервных компонентов) начинают службу с прохождения курса начальной боевой подготовки в специальных лагерях (9 недель в СВ, 6 недель в ВВС, 8 недель в ВМС и береговой охране, 12 недель в морской пехоте). После этого военнослужащие регулярных сил проходят специальную подготовку, продолжительность которой зависит от осваиваемой военной специальности, и направляются для дальнейшего прохождения службы в войска.
Военнослужащие резервных компонентов после курса начальной боевой подготовки привлекаются на занятия один уик-энд в месяц и две недели в году. При необходимости военнослужащие резервных компонентов призываются на действительную службу.
Ежегодное пополнение офицерского корпуса ВС США более чем наполовину обеспечивается за счёт выпускников военных училищ (по американской терминологии — академий) видов вооружённых сил (сухопутных войск — в Вест-Пойнт; ВВС — в Колорадо-Спрингс; ВМС — в Аннаполис) и около 40 % — за счёт курсов ROTC при гражданских вузах.
Первичное офицерское звание присваивается также военнослужащим, окончившим офицерские кандидатские школы (сухопутных войск и морской пехоты) и школу подготовки офицеров ВВС. Слушателями офицерских кандидатских школ (имеют статус курсов, по окончании которых присуждается степень младшего специалиста) становятся в основном сержанты и рядовые регулярных войск. В школу подготовки офицеров ВВС набираются лица, окончившие полный курс гражданского колледжа или университета, имеющие необходимую авиационную подготовку и степень общего образования не ниже бакалавра.
В специализированных межвидовых колледжах и военных школах офицеры проходят переподготовку или дополнительную углублённую подготовку по избранной специальности и получают высшее военно-специальное образование и диплом магистра. Старшие офицеры получают высшее военное образование и диплом магистра, в отдельных случаях — доктора в военных командно-штабных колледжах видов ВС и Университете национальной обороны.
В вооружённых силах США существует система двойных воинских званий для офицеров и генералов (постоянных и временных). Постоянное звание определяется выслугой лет на военной службе и в определённом звании. Временное звание соответствует занимаемой в данное время должности.
Офицеры, отслужившие 10—15 лет, направляются на курсы при командно-штабных колледжах своего вида вооружённых сил для переподготовки. Их три: Военный колледж армии США в Карлсайл Беррэкс (штат Пенсильвания); Военно-воздушный колледж в Монтгомери (штат Алабама); Военно-морской колледж в Ньюпорте (штат Род-Айленд). Там офицеров готовят для использования на командных должностях в звене бригада — дивизия и соответствующих звеньях авиации и флота. Срок обучения составляет пять месяцев. Наиболее перспективные офицеры в звании полковника, прослужившие не менее 15 лет, предназначенные для занятия командных постов в звене дивизия — корпус (генеральские должности) обучаются десять месяцев.
Кандидаты в генералы направляются для подготовки в Университет национальной обороны, а кандидаты в адмиралы — в Высшую военно-морскую школу.
В начале 2004 г. расово-этнический состав американских вооружённых сил выглядел так: белые американцы — 58,7 %, афроамериканцы — 26,4 %, латиноамериканцы — 8,1 %, прочие — 6,8 %.
Почти 2 % американских военнослужащих составляли иностранные граждане с правом на постоянное местожительство в США («Грин-карта»), таких в вооружённых силах было более 37 тыс. В большинстве своём это латиноамериканцы; их привлекает возможность ускоренного получения американского гражданства.
В январе 2021 года президент США Джо Байден отменил запрет на прохождение военной службы в ВС США трансгендерным людям.
В 2023 году общая численность вооружённых сил США упала ниже 1,3 миллиона солдат — это минимальное значение с предвоенного 1940 года

## Женщины-военнослужащие

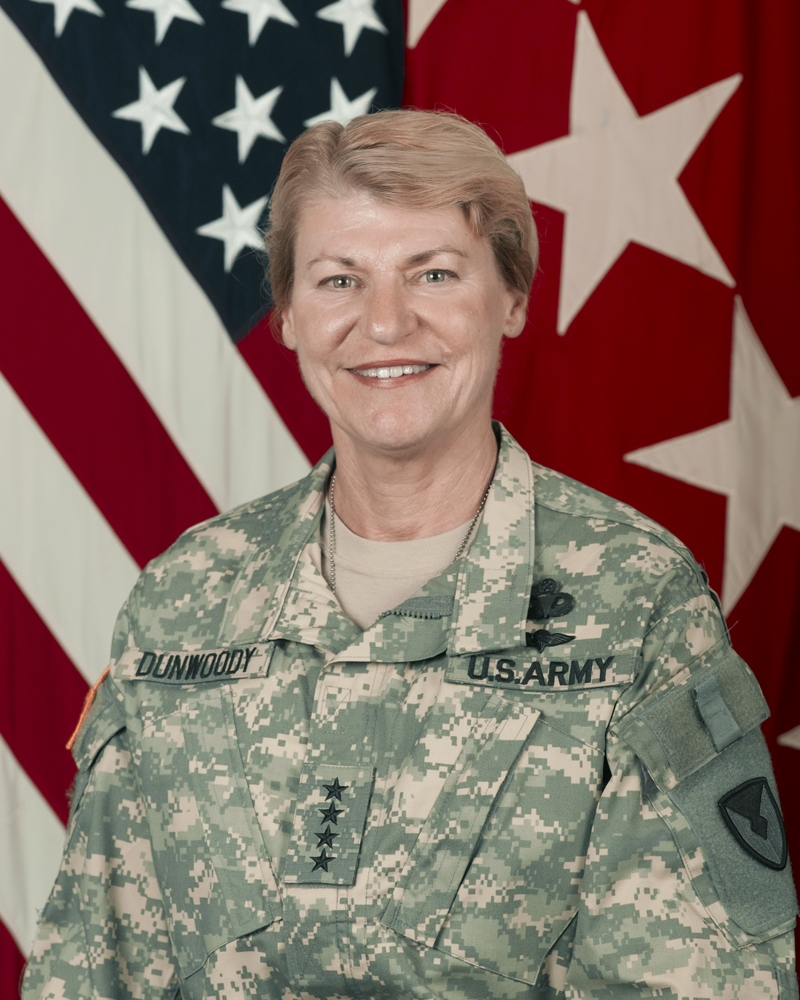
Генерал армии США Энн Данвуди
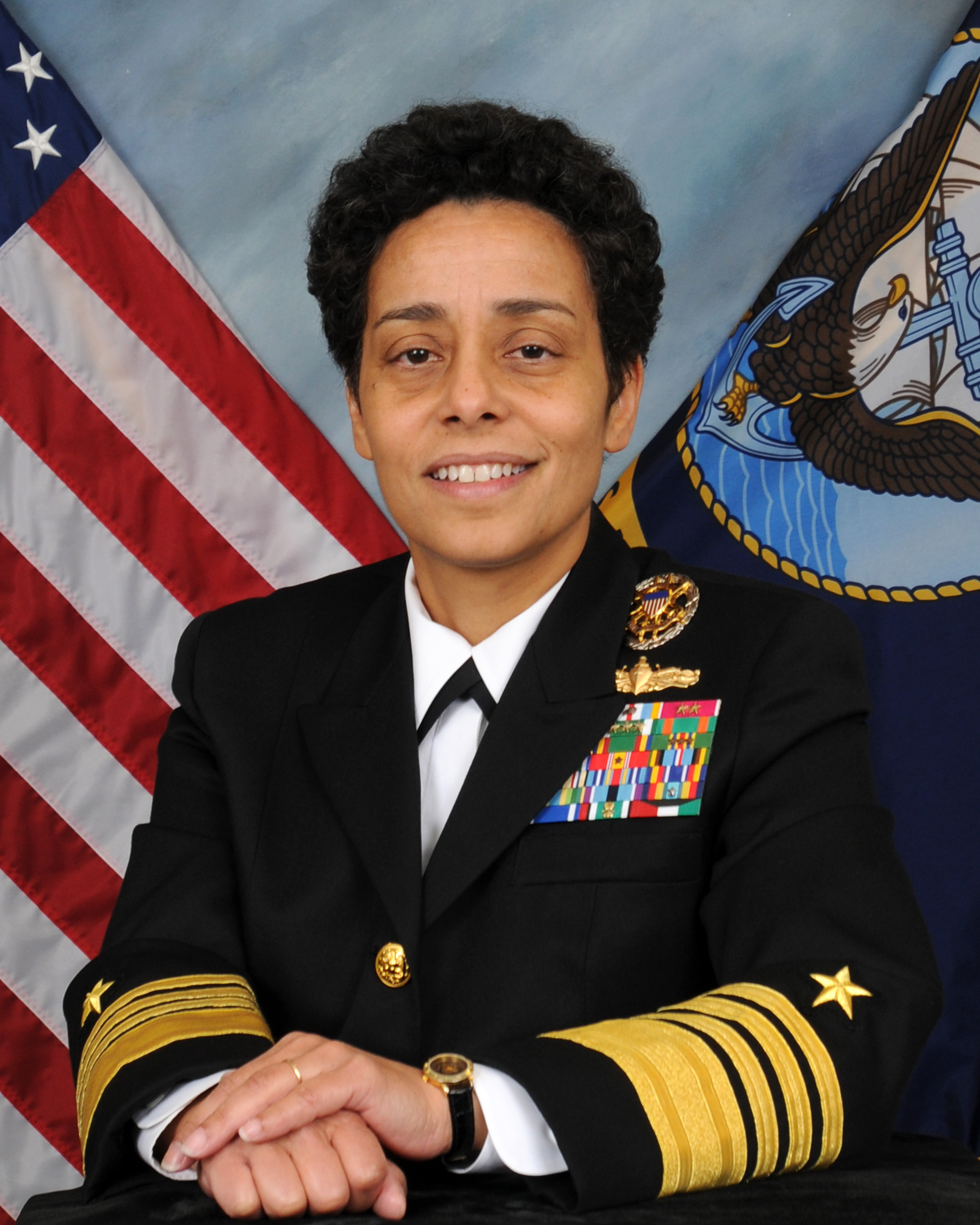
Адмирал США Мишель Говард

Женщины-военнослужащие в 2015 г. составляли 14,5 % личного состава вооружённых сил и около 23 % от общего числа резервистов.
15 мая 1970 г. президент Никсон подписал приказ о присвоении звания бригадных генералов
начальнику армейского корпуса медсестёр Анне Мэй Хейз и директору Женского вспомогательного корпуса армии США Элизабет Хойзингтон. Они стали первыми американками, заслужившими генеральские звёзды. В 2008 году четвёртую генеральскую звезду получила Энн Данвуди, а в 2014 году впервые звания адмирал была удостоена Мишель Говард. Всего с 1970 г. по 2015 г. было 27 женщин в званиях генералов и адмиралов.
В 1988 году в США было принято правило, согласно которому женщины не могли служить в подразделениях, находящихся в зоне особого риска. Но уже в 1994 году оно было отменено, хотя женщинам все равно запрещалось служить в подразделениях, которые могут вступить в непосредственный бой с противником на земле. Однако эта норма лишь частично защищала женщин-военнослужащих от гибели и ранений. Одним из самых известных примеров этого является Тэмми Дакворт. В 2004 году вертолет, который она пилотировала, был сбит в Ираке. Она лишилась в результате этого обеих ног, а затем сумела добиться восстановления на службе. В итоге в 2015 году это правило было отменено, и в 2017 году женщина впервые стала армейским рейнджером; в 2018 году — приняла командование над взводом морских пехотинцев; в 2020 годe женщина впервые получила зеленый берет сил специального назначения Армии США, в 2021 году женщина впервые прошла курс отбора в силы специального назначения флота (SEAL).

## Этнический состав
Этнический состав американской армии: белые американцы — 63 %, афроамериканцы — 15 %, латиноамериканцы — 10 %, азиаты и жители островов Тихого океана — 4 %, индейцы и местные жители Аляски — 2 %, смешанные расы — 2 %, неизвестные — 4 %, по другим данным Стокгольмского института проблем мира (СИПРИ) в начале 2004 года расовый состав армии США — белые американцы — 58,7 %, афроамериканцы — 26,4 %, латиноамериканцы — 8,1 %, прочие — 6,8 %, в том числе — до 20 тыс. мусульман.

## Военная доктрина
В ближайшие годы военное ведомство США будет концентрировать свои ресурсы на пяти основных направлениях: борьба с терроризмом (то есть борьба с военными силами террористов) и распространением оружия массового поражения, разведка, подготовка к информационной войне (защита информационных систем и коммуникаций США и, соответственно, разрушение аналогичных систем противника), борьба за военное превосходство в воздухе (особая ставка делается на развитие беспилотных летательных аппаратов), а также развитие военно-космических систем. Подчёркивается, что вооружённые силы США главной задачей должны ставить подготовку к войне против нетрадиционных противников.
В январе 2012 г. была опубликована новая военная доктрина «Поддерживая глобальное лидерство США. Приоритеты обороны 21 века». В соответствии с ней американские вооружённые силы должны быть способны одновременно вести не две, как ранее, а одну масштабную войну, сдерживая агрессивные действия противника в других регионах планеты и быть способными проводить меньшие по масштабам гуманитарные, антитеррористические и прочие операции. В качестве наиболее существенного потенциального противника рассматривается КНР.
По абсолютному показателю, военный бюджет США — крупнейший в мире. По данным Стокгольмского института исследований мира, в 2010 году на долю Соединённых Штатов приходилось примерно 43 % совокупных военных расходов государств мира. Новая стратегия направлена на сбалансированное сокращение военных расходов в сумме 487 млрд долларов в течение 10 лет. По некоторым данным, планируется сократить на 10 % численность сухопутных войск и Корпуса морской пехоты. Планируется прекратить финансирование дорогостоящей программы создания истребителей F-35, намечено отложить ввод в строй новейшего авианосца «Джеральд Р. Форд», могут быть пересмотрены расходы на проекты модернизации ядерного арсенала (примерно 200 миллиардов долларов). Не будут сокращены расходы на развитие подводного флота, создания нового бомбардировщика-невидимки, усиление системы национальной противоракетной обороны и расширения космической спутниковой группировки. Будут увеличены расходы на развитие систем слежения, беспилотную технику, а также средства ведения кибервойны.

### Россия и Китай
7 ноября 2015 года министр обороны США Эштон Картер обвинил Россию и Китай в попытках подорвать мировой порядок. В частности министр сказал:

Наибольшую озабоченность вызывают угрозы ядерным оружием со стороны Москвы, что вызывает вопросы относительно приверженности российского руководства принципам стратегической стабильности, уважения к мировым нормам против использования ядерного оружия и той осторожности, с которой лидеры ядерной эры относятся к угрозам ядерным оружием.
Оригинальный текст (англ.)Most disturbing, Moscow's nuclear saber-rattling raises questions about Russian leaders' commitment to strategic stability, their respect for norms against the use of nuclear weapons, and whether they respect the profound caution nuclear-age leaders showed with regard to the brandishing of nuclear weapons.— «Carter says Russia, China potentially threaten global order»
В этой связи Картер объявил о мерах по сдерживанию так называемой «российской агрессии». В числе планируемых мер министр назвал модернизацию ядерного оружия, развитие беспилотной авиации и стратегических бомбардировщиков, развитие систем лазерного и рельсотронного оружия, а также новых систем вооружений, детали которых не уточнялись.

## Военные действия

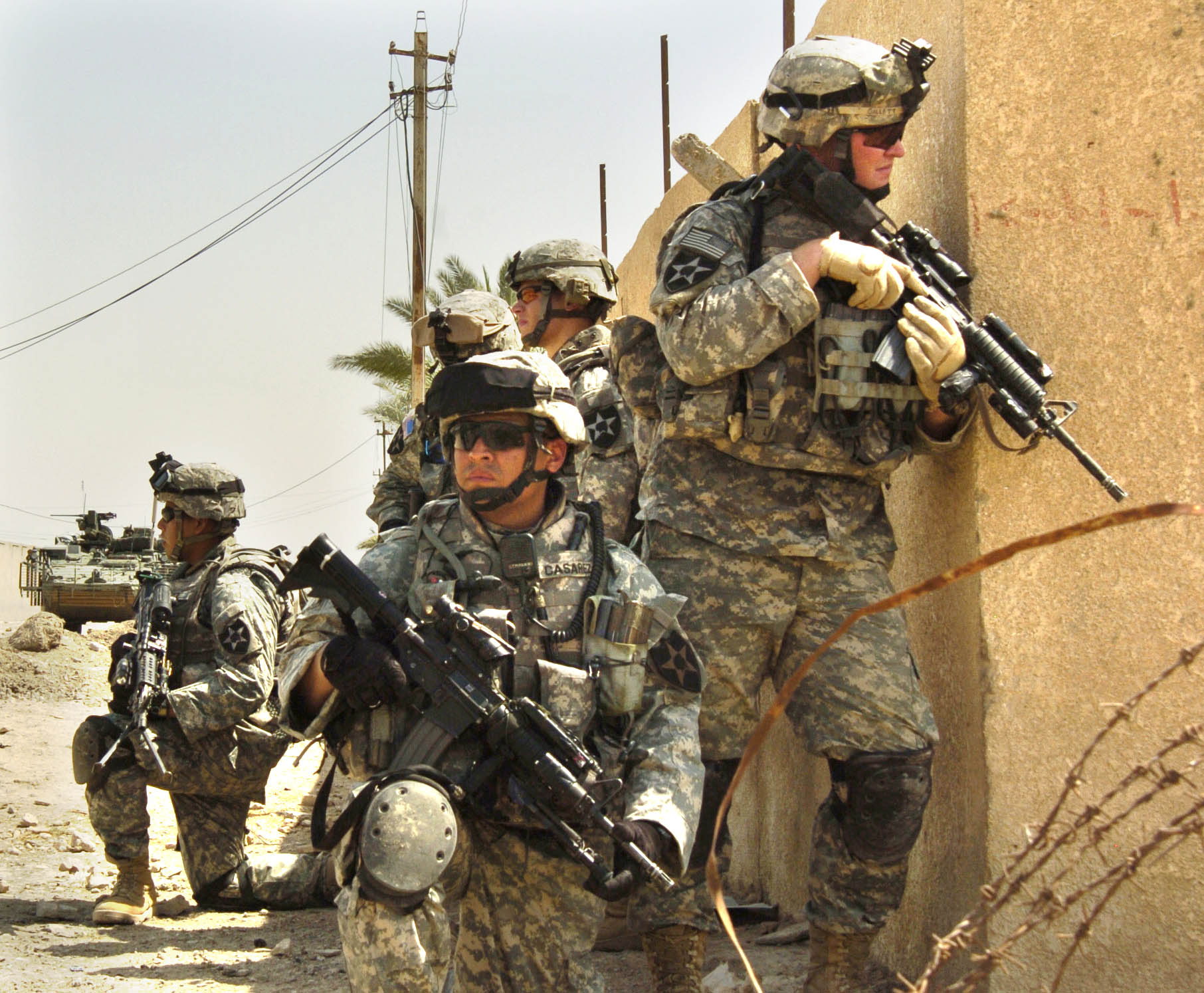
Американские солдаты в Багдаде

Страны, в которых вооружённые силы США вели военные действия после Второй мировой войны:
- Корея 1950—1953 гг. (см. Корейская война)
- Вьетнам 1961—1973 гг. (см. Война во Вьетнаме)
- Лаос 1964—1973 гг. (см. Гражданская война в Лаосе)
- Доминиканская Республика 1965 г. (см. Оккупация Доминиканской Республики войсками США)
- Камбоджа 1969—1973 гг. (см. Операция «Меню»)
- Ливан 1982—1984 гг. (см. Многонациональные силы в Ливане)
- Гренада 1983 г. (см. Операция «Вспышка ярости»)
- Ливия 1986 г. (см. Операция «Каньон Эльдорадо»)
- Панама 1989—1990 гг. (см. Операция «Правое Дело»)
- Ирак, Кувейт 1991 г. (см. Операция «Буря в пустыне»)
- Сомали 1992—1994 гг. (см. Миротворческая операция ООН в Сомали)
- Босния 1995 г. (см. Операция «Обдуманная сила»)
- Судан 1998 г. (см. Ракетные удары по Судану (1998))
- Афганистан 1998 г. (см. Ракетные удары по Афганистану (1998))
- Югославия (Косово) 1999 г. (см. Операция «Союзная сила»)
- Афганистан 2001 г. — 2021 г. (см. Контртеррористическая операция в Афганистане)
- Ирак 2003—2010 гг. (см. Иракская война)
- Ливия 2011 г. (см. Операция «Рассвет одиссеи»)
- Сирия 2014 г.—н. в. (см. Военная операция США и их союзников в Сирии)
- Йемен 2015 г. (см. Вторжение в Йемен)
- Ирак 2020 г. (см. Авиаудар США по международному аэропорту Багдада)

## Противоракетная оборона
- 6 августа 2004 — США и Дания подписали соглашение, модернизирующее Договор 1951 о защите Гренландии. В первую очередь речь идёт о модернизации американской базы Туле в рамках создаваемой США системы противоракетной обороны.
- 13 июня 2002 года США вышли из договора 1972 года. Хотя для России это и не стало неожиданностью, но наблюдалось некоторое охлаждение российско-американских отношений.

## Силы ядерного сдерживания
По сообщению британской газеты Guardian, в течение 2015—2025 гг. США планирует потратить 355 млрд долларов на 12 новых стратегических подводных лодок с ядерным оружием, около ста новых стратегических бомбардировщиков, новые межконтинентальные баллистические ракеты, которые можно запускать с передвижных установок и более тысячи крылатых ракет, которые могут нести ядерный заряд. По мнению Guardian, Россия и США начинают полностью восстанавливать ядерный арсенал периода холодной войны.

## Военные объекты США за рубежом
По официальным данным на сентябрь 2006 года, Пентагон располагал 823 только крупными зарубежными военными базами. В это число включены только базы площадью не менее 10 акров (4,05 га) или с объёмом инвестирования не менее 10 млн долларов (например, база Манас площадью более 200 га в список не попала, так как не удовлетворяла этим критериям). В связи с окончанием Холодной войны только в 1988—1995 годах были закрыты 97 зарубежных военных баз.

## Проблемы

### Самоубийства
Несмотря на усилия военного руководства по снижению числа самоубийств, за прошедший год 349 военнослужащих лишили себя жизни, что на 15 процентов больше, чем в 2011 году— заявление Пентагона.
 Для сравнения, в 2005 году было зафиксировано только 87 самоубийств.
Одной из проблем ВС США стала проблема самоубийств. В 2012 году потери личного состава в американских вооружённых силах от самоубийств, превысили боевые потери среди личного состава, в сухопутных силах (армия США) — 182 военнослужащих-самоубийц, военно-морской флот — 60 военнослужащих-самоубийц, военно-воздушные силы — 59 военнослужащих-самоубийц, корпус морской пехоты — 48 военнослужащих-самоубийц.
Согласно статистике, представленной Пентагоном, число самоубийств среди военнослужащих США в 2020 году увеличилось на 15 процентов в сравнении с 2019 годом. Так, в 2019 году данное число составило 504 погибших, а в 2020 году уже 580.

### Сексуальные домогательства и насилие
Согласно последнему докладу (значительная часть данных, приведённых в докладе, была получена исключительно анонимным путём) министерства обороны США, в 2012 году количество случаев сексуальных домогательств и сексуальных насилий в вооружённых силах США возросло на 35 % и коснулись более 26 000 военнослужащих ВС США, а именно:
- 14 000 мужчин;
- 12 000 женщин[42].

Только о 3374 случаях сексуальных домогательств и сексуальных насилий пострадавшие доложили своему командованию (начальству), в результате чего наказанию за сексуальные домогательства и сексуальное насилие подверглись 238 насильников из числа военнослужащих ВС США.

### Военные преступления
27 июля 2021 года бывший аналитик разведки ВВС США Дэниел Хейл был приговорён федеральным судом США к 45 месяцам тюремного заключения за раскрытие доказательств военных преступлений, совершенных американскими военнослужащими.
В 2015 году Хейл предоставил журналистам секретные документы о применении ВС США беспилотных летательных аппаратов, которые легли в основу книги «The Drone Papers».
Правительство США признало, что у него нет доказательств прямого ущерба от опубликованных Хейлом данных, однако в 2019 году администрация Трампа предъявила бывшему военнослужащему четыре обвинения в нарушении Закона о шпионаже и обвинение в краже государственного имущества.
Ставшие известными общественности документы раскрывают подробности о выборе целей для поражения беспилотными летательными аппаратами в необъявленных зонах военных действий. Соответствующие решения принимались на основании перехваченных сигналов мобильных телефонов, которые могут иметь при себе подозреваемые в терроризме. Также приводились данные, что в период с января 2012 года по февраль 2013 года почти 90 процентов жертв ударов БПЛА изначально не являлись целью для поражения, однако гражданские лица, погибшие в результате удара, классифицировались как «враги, убитые в бою», если не было доказано обратное.